# Rue Houdan
La rue Houdan est une des voies principales de Sceaux dans les Hauts-de-Seine. Elle suit le tracé de la route départementale 60, autrefois chemin vicinal de grande communication no 60.

## Situation et accès

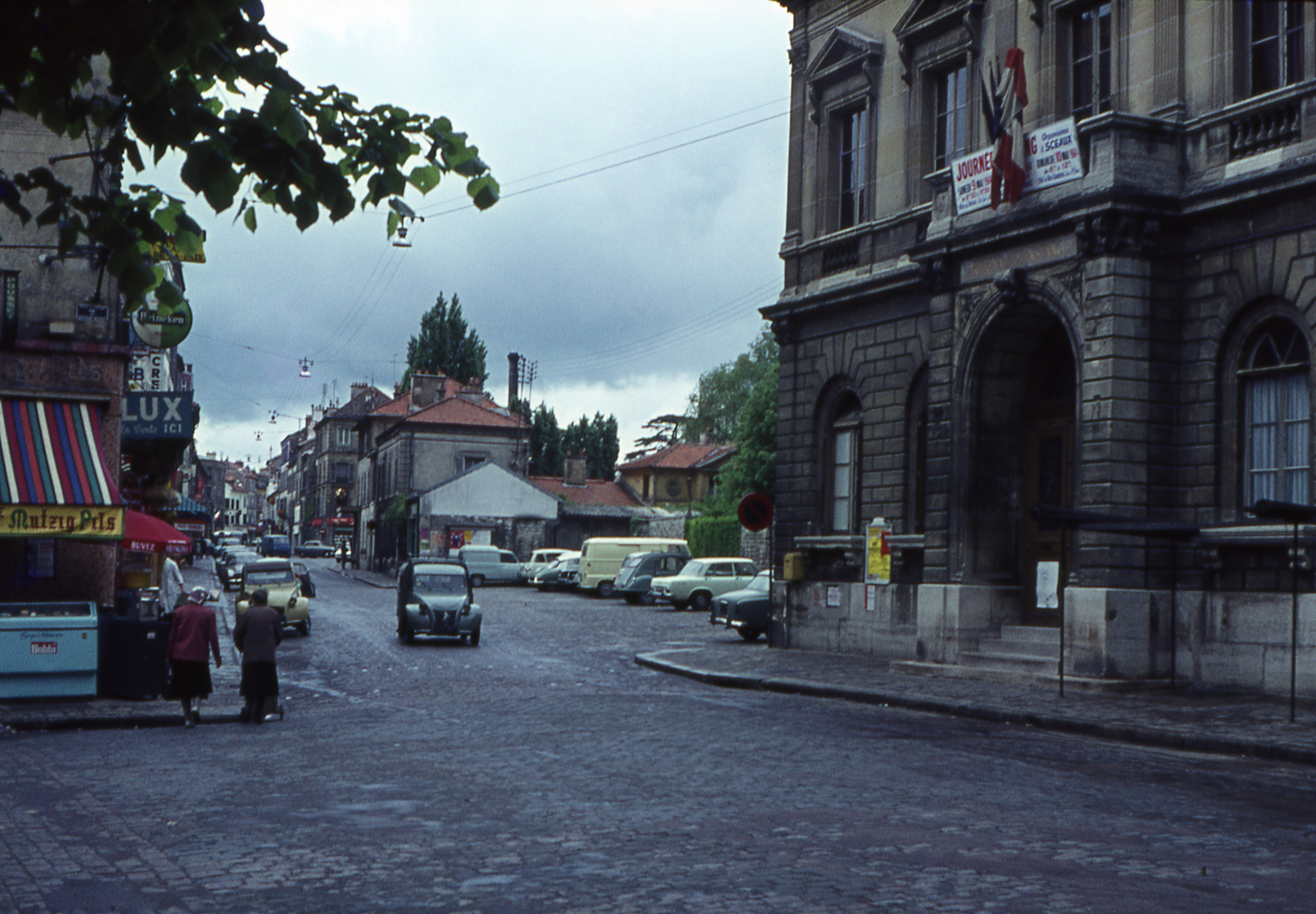
Rue Houdan, vue de la place de l'Église, dans les années 1960.

Orientée d'ouest en est, cette rue commence son parcours à l'intersection avec l'avenue des Quatre-Chemins et l'avenue Jules-Guesde. Elle est desservie à cet endroit par la gare de Robinson. Arrivée place du Général-de-Gaulle, carrefour de la rue de Fontenay et de la rue Voltaire, elle s'écarte de l'axe naturel formé par l'avenue de Camberwell et se dirige vers le centre historique de la ville. Elle se termine entre le parc de Sceaux et le jardin de la Ménagerie, dépendance du parc acquise par la municipalité en 1798.

## Origine du nom

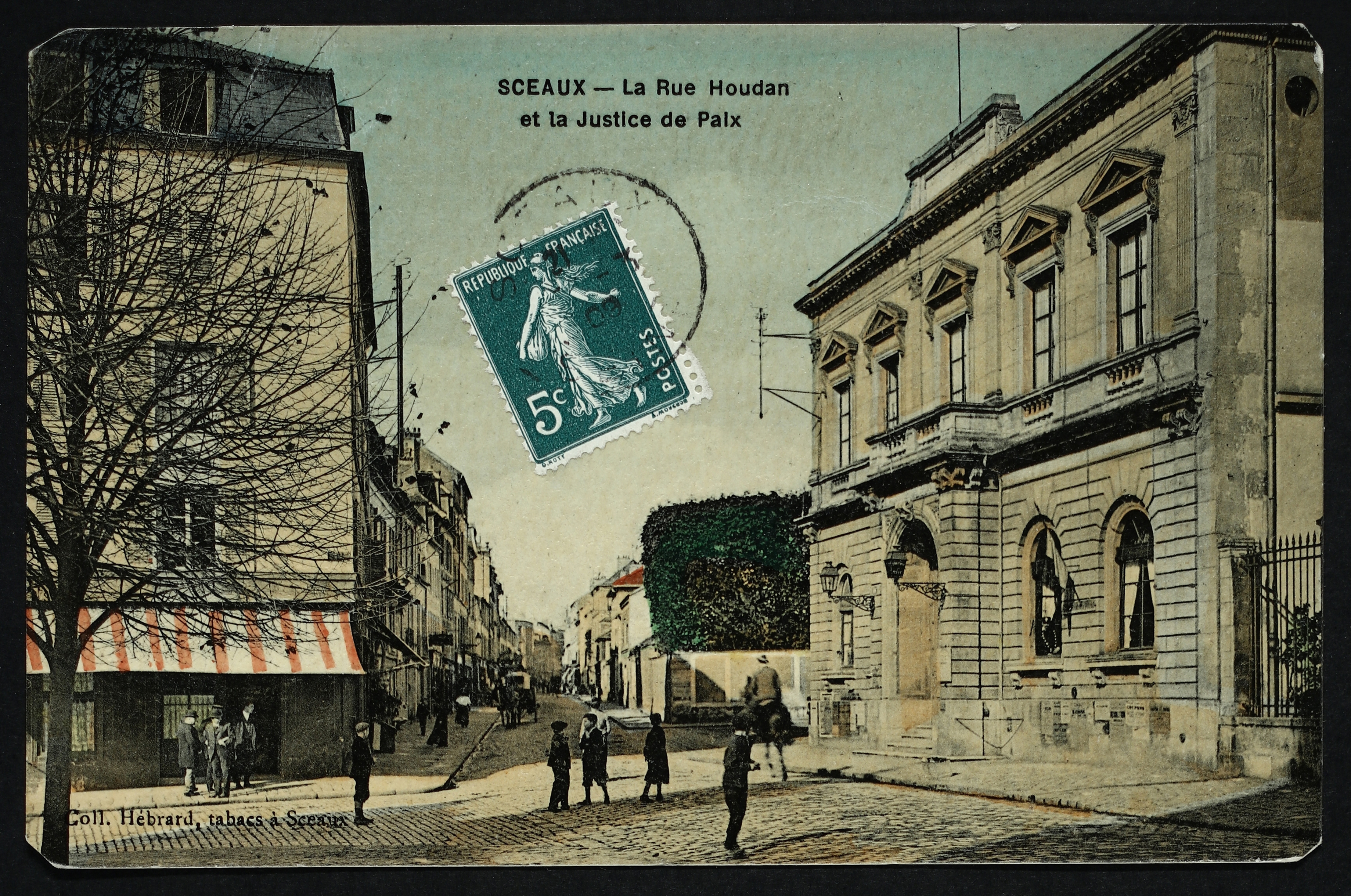
Carte colorisée des années 1900: Justice de Paix, qui est l'ancienne mairie construite en 1843.

Ce nom apparaît déjà sur le plan de la ville et du château dressé par E.F. Cicille en 1785. Son origine pourrait être la ville de Houdan, dans les Yvelines, qui approvisionnait le marché en bestiaux.
Le 21 novembre 1793, le conseil général de la commune prit toutefois la décision de la scinder en deux parties : la première, de la Place-d'Armes à la rue du Puits, prendrait le nom de rue de l'Unité, tandis qu'au-delà et dans la direction du Plessis, elle s'appellerait rue de la Force-Armée. On ne sait quand ces dénominations furent abandonnées.

## Historique

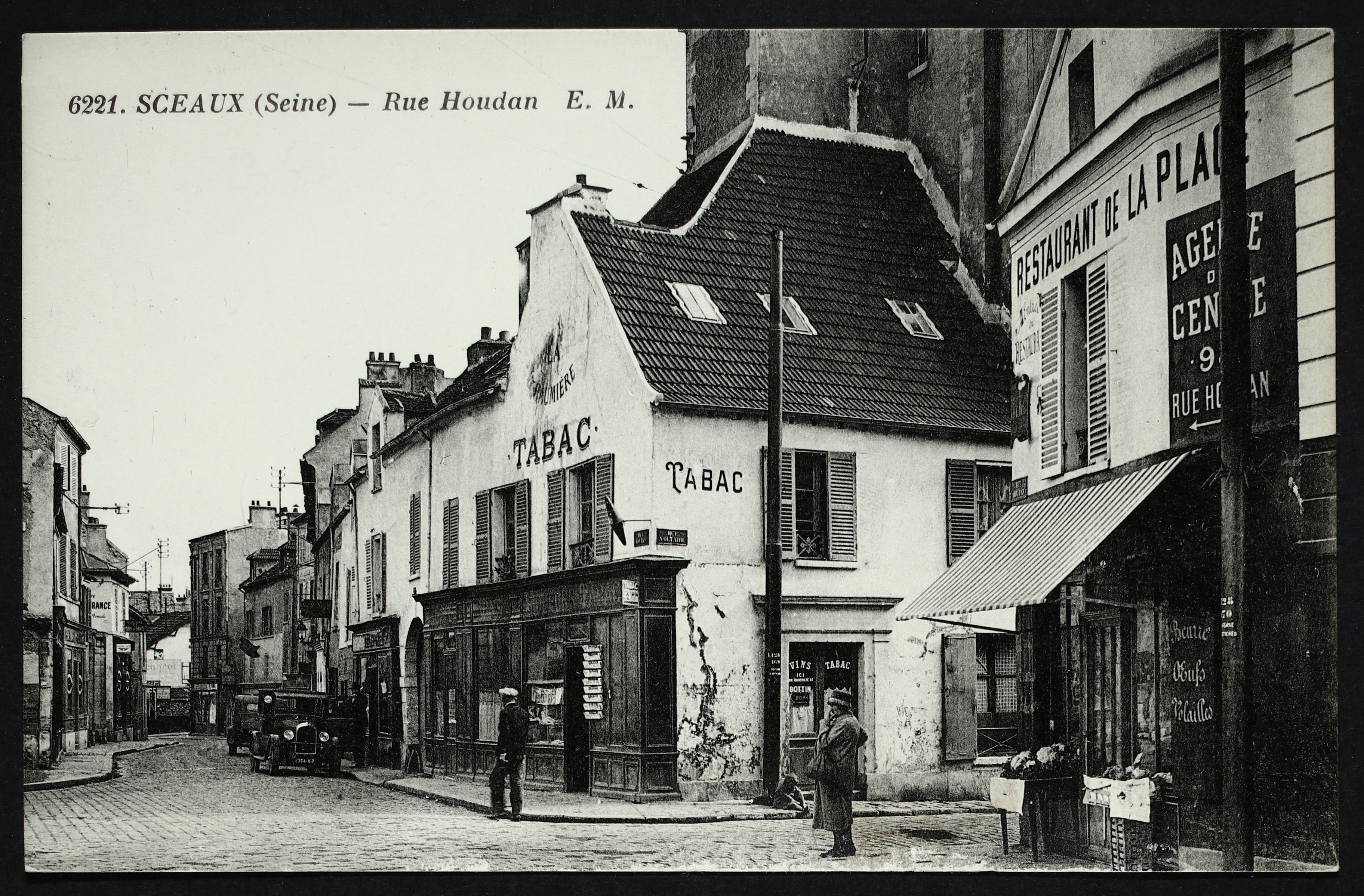
Sceaux, la rue Houdan vers 1900.

C'est en 1976 que la municipalité décide de rendre la rue piétonne. Ce changement, révolutionnaire à l'époque, se heurta dans un premier temps à une levée de boucliers des commerçants. Toutefois, les travaux de voirie semblent avoir augmenté la fréquentation de l'endroit et, partant, son activité commerciale,. Cette expérimentation fut renouvelée en 2018.

## Bâtiments remarquables et lieux de mémoire
- Cimetière de Sceaux.

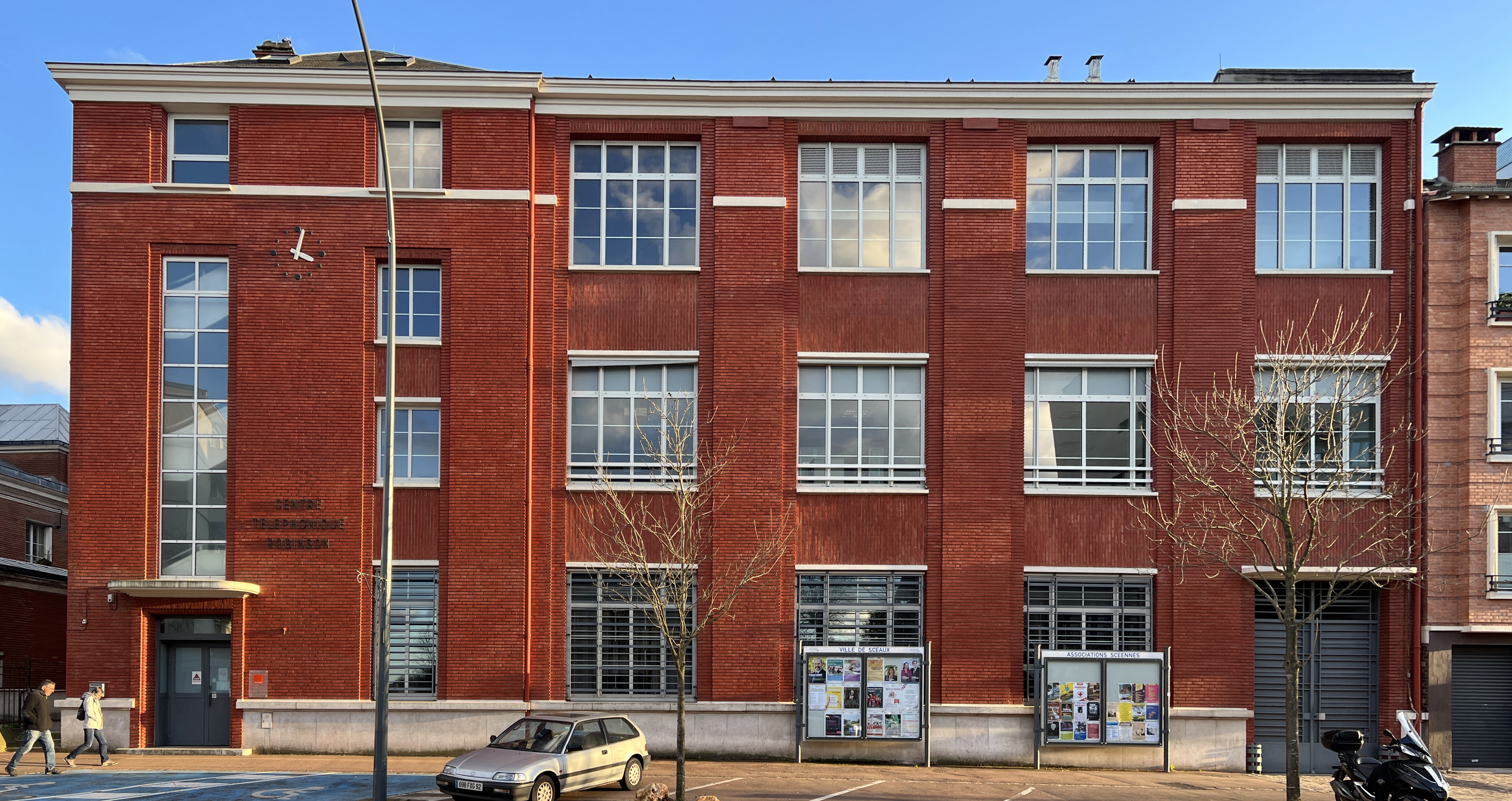
Central téléphonique Robinson, aux 75 et 77.

- Promenade départementale des Vallons-de-la-Bièvre.
- Église Saint-Jean-Baptiste de Sceaux, à l'angle de la rue du Docteur-Berger.
- En face de l'église, un marché couvert construit en 1895.
- Parc de Sceaux.
- Au no 43, un ensemble d'habitation inscrit à l'inventaire général du patrimoine culturel sous la référence IA00119703[8].
- Au no 110, fontaine mise en place au XIXe siècle, inscrite à l'inventaire général du patrimoine culturel sous la référence IA00119774[9].
- Central téléphonique Robinson, dont les anciens indicatifs étaient FLO et ROB.